# Kepler-442b
Kepler-442b je extrasolární planeta (též exoplaneta) obíhající okolo oranžového trpaslíka Kepler-442 v souhvězdí Lyry. Jedná se o planetu, jež je svojí charakteristikou velice podobná Zemi, neboť vzdáleností od své mateřské hvězdy se nachází v obyvatelné zóně a zároveň se s nejvyšší pravděpodobností jedná o kamennou planetu. Kepler-442b se od naší Sluneční soustavy nachází ve vzdálenosti 1206 světelných let (tj. 370 pc).
Planeta obíhá okolo své mateřské hvězdy v přibližné vzdálenosti 0,409 AU (62,2 mil. km) s předpokládanou dobou oběhu 112,3 pozemských dní. Hmotnost Kepleru-442b je oproti Zemi zhruba 2,3krát větší a jeho poloměr je přibližně 1,34krát delší a společně se vzdáleností od své mateřské hvězdy se celkově jedná o jednoho z možných kandidátů na planetární habitabilitu (tj. na obyvatelnost této planety). Hmotnost mateřské hvězdy je menší o alespoň 40 % nežli hmotnost Slunce a předpokládaná doba života této hvězdy je odhadnuta na 30 miliard let.
Tato exoplaneta byla objevena agenturou NASA za pomocí tranzitní metody, jež měří zastínění hvězdy danou planetou, jež právě před touto hvězdou přebíhá. NASA oznámila objev této exoplanety 6. února 2015.

## Fyzikální vlastnosti

### Hmotnost, poloměr a teplota
Kepler-442b se řadí mezi takzvané superzemě, tj. exoplanety s hmotností větší než je hmotnost Země ale menší než jsou hmotnosti Uranu a Neptunu. Průměrná teplota činí -40 °C (233,15 K), její poloměr je roven 1,34násobku poloměru Země a její hmotnost je odhadována na 2,36násobek hmotnosti Země. Podle odhadů Ethana Siegela se tato planeta nachází "právě na hranici" mezi kamennou planetou a planetou typu mini-Neptun (tj. planety menší než Neptun, ale s velice silnou vrstvou atmosféry tvořené vodíkem a héliem). 
Gravitace na povrchu této planety je nejspíše o 30 % silnější než na Zemi, z čehož lze usuzovat, že zdejší hornatá krajina by mohla vypadat podobně jako na Zemi.

### Mateřská hvězda
Exoplaneta Kepler-442b obíhá okolo hvězdy třídy K (tj. oranžový trpaslík), jejíž hmotnost dosahuje 0,61 násobku hmotnosti Slunce a 0,6násobku jeho poloměru. Teplota této hvězdy činí 4402 K (4129 °C) a její věk je odhadován na 2,9 miliard let. Pro porovnání naše Slunce je staré 4,6 miliard let a povrchová teplota činí 5778 K (5505 °C). Ve srovnání s ostatními hvězdami podobných kvalit obsahuje Kepler 442 méně kovů, než je obvyklé, s metalicitou (Fe/H) o hodnotě -0,37, což odpovídá pouhým 43 % množství kovu  ve Slunci. Svítivost dosahuje pouhých 12 % svítivosti Slunce.
Zdánlivá magnituda (tj. veličina, jež udává, jasnost objektu na obloze) Kepleru-442 je rovna 14,76, čili Kepler-442 není vidět na noční obloze ze Země.

### Dráha
Kepler-442b obíhá okolo své mateřské hvězdy Kepler-442 v periodě 112 dní s orbitálním poloměrem (vzdáleností od mateřské hvězdy) 0,4 AU (60 milionů km), což velice blízce odpovídá oběžné dráze Merkuru, jenž činí 0,38 AU (57 milionů km). I přes to, že se Kepler-442b oproti Zemi nachází velice blízko své mateřské hvězdě, tak kvůli nízké svítivosti Kepleru-442 oproti Zemi získává pouze 70 % hvězdného svitu.

## Obyvatelnost
Kepler-442b se nachází v obyvatelné zóně, tj. v takové vzdálenosti od své mateřské hvězdy, aby se na povrchu planety mohla vyskytovat voda v kapalném skupenství. Povrchovou teplotou a velikostí se Kepler-442b stává jednou z mála exoplanet, které se velice blízce podobají Zemi. Nachází se za zónou, která sahá od mateřské hvězdy do vzdálenosti 0,362 AU (54,2 mil. km), v níž by mohla být působením slapových sil uskutečněna vázaná rotace. Kepler-442b tedy nepodléhá vázané rotaci. Od července 2018 je Kepler-442b považován za exoplanetu, která nepodléhá vázané rotaci, na níž je nejlépe možná obyvatelnost.

## Objev a následné studie
Roku 2009 prováděl hvězdný teleskop Kepler analýzu hvězd za pomocí transitní metody, která slouží k nalezení extrasolárních planet za využití fotometru, jenž měří malé zatemnění hvězdy způsobené přechodem hledané planety přes hvězdu. Toto zatemnění trvá pouze krátce a opakuje se přibližně pravidelně. V této sérii hledání exoplanet sledoval teleskop Kepler i dalších 50 000 hvězd, které se nachází v seznamu hvězd (z celkem 13,2 milionů těles), které má tato sonda obdobných způsobem prozkoumat. Sonda Kepler zaznamenala možný výskyt planet v planetární soustavě hvězdy Kepler-442 a tato data zaslala na Zemi, kde byla vědci následně vyhodnocena možnost, že okolo hvězdy Kepler-442 obíhají planety. Toto hledání potenciálních exoplanet  probíhalo mezi 13. květnem 2009 a 17. březnem 2012. Po analýze přechodů planety přes hvězdu, která se opakovala zhruba každých 113 dní, se definitivně rozhodlo, že perioda oběžné dráhy této planety činí 113 dní. Dne 6. února 2015 byl oznámen objev exoplanet hvězdy Kepler-442 společně s unikátními planetárními systémy hvězd Kepler-440 a Kepler-438.
Kepler-442b se nachází ve vzdálenosti přibližně 370 parseků (1200 světelných let) od Země, což činí velké problémy k analýze těchto planet jak pro současné, tak dokonce i pro budoucí generaci teleskopů. Je tedy až téměř nemožné určit hmotnost těchto planet nebo zdali na se nich nachází atmosféra. Sonda Kepler analyzuje pouze určitou část oblohy, avšak nadcházející teleskopy jako TESS a CHEOPS by měly být schopny již pozorovat celou oblohu, což mohlo vést o objevu exoplanet s lepšími parametry, nežli má Kepler-442b. 
Vesmírný dalekohled Jamese Webba společně by s budoucími pozemními teleskopy měly být výkonné natolik, aby mohly získávat informace o atmosféře, hmotnosti a látkovém složení těchto planet.  